# رود سان خوان
 رود سان خوان  به همراه رود هاچال مهم‌ترین رودخانه ایالت سان خوان آرژانتین می‌باشد که پس از اتصال با رود دساگوادرو به اقیانوس اطلس می‌ریزد.
میانگین آبدهی رود سان خوان ۵۶ مترمکعب بر ثانیه، طول آن ۵۰۰ کیلومتر و حوضه آبریز آن ۳۹۹۰۶ کیلومترمربع است.
شاخه‌های اصلی این رود، رودهای کالینگاستا، کاستانیو و ریو دلوس پاتوس می‌باشند که در شهر کالینگاستا در جنوب غربی ایالت به هم می‌رسند. پس از هم رسی، رود در مسیری رو به شرق از مبدأ روان می‌شود و پس از گذر از سد «اویوم» (با گنجایش ۴۴۰ میلیون مترمکعب در شهر سان خوان)، رود مندوزا به آن می‌پیوندد و در نزدیکی مرز ایالت‌های مندوزا، سان خوان و سان لوییز به رود دساگوادرو پیوسته و پس از آن به اقیانوس اطلس می‌ریزد.
رود سان خوان در طول جریانش، به عنوان منبعی برای آبیاری استفاده می‌شود. هم چنین سد «اویوم» بر روی این رود مصارفی از قبیل ورزش‌های آبی و ماهیگیری دارد.